# Ibn Hindû
Abû al-Faraj 'Alî ibn al-Ḥusayn ibn Hindû est un secrétaire de chancellerie, homme de lettres et médecin iranien d'expression arabe, né à Ray vers le milieu du Xe siècle, mort à Gorgan probablement en 1019 (an 410 de l'Hégire).

## Carrière et œuvre
Il fut élève d'Abû al-Hasan al-'Amirî en philosophie, d'Ibn al-Khammar en médecine. Il fut pendant une grande partie de sa vie secrétaire de chancellerie, notamment à Ray, auprès d'émirs de la dynastie des Bouyides (Adhud ad-Dawla Fanna Khusraw, la régente Sayyida, épouse de Fakhr ad-Dawla Ali) et de leurs vizirs (par exemple Ṣâḥib b. 'Abbâd). Il se serait rendu à la fin de sa vie à la cour des Ziyarides à Gorgan (à l'époque celle de l'émir Manuchihr) et y serait mort.
On lui connaît principalement trois ouvrages :
- une introduction à la philosophie intitulée Al-Risâla al-mushawwiqa fî al-madkhal ila al-falsafa (texte non édité) ;
- un recueil de dits des anciens philosophes grecs intitulé Al-Kalim al-rûḥâniyya fî al-ḥikam al-Yûnâniyya ;
- une introduction à la médecine intitulée Miftâḥ al-ṭibb wa-minhâj al-ṭullâb (Clef de la médecine et guide des étudiants).

Ce dernier ouvrage comporte les dix chapitres suivants : encouragement à l'étude, celle de la médecine en particulier ; valeur de la médecine ; définition de la science médicale ; noblesse de cette science ; les différentes branches de la médecine ; les différentes écoles médicales ; méthodes utilisées pour développer la médecine ; énumération des savoirs que le médecin doit acquérir pour bien pratiquer son art ; parcours de l'étudiant en médecine, et classification des livres à lire ; expressions usitées en médecine. 
Il pratiquait aussi la poésie, et certains de ses poèmes (essentiellement du genre ghazal) sont conservés dans des anthologies. On possède également des fragments d'un texte humoristique intitulé Arbitrage entre les fornicateurs et les sodomites.

## Éditions
- M. Mohaghegh et M. T. Daneshpajuh (éd.), Miftâḥ al-ṭibb wa-minhâj al-ṭullâb, McGill University, Montréal, et Institute of Islamic Studies, Téhéran, 1989.
- Floréal Sanagustin (trad.), Le livre des clefs pour la médecine ou la méthode à l'usage des étudiants (traduction française annotée), Paris, Geuthner, 2014.